# Hammelburgi határvidék leírása
A Hammelburger Markbeschreibung (Hammelburgi határvidék leírása) egy oklevél, amelyet 777. október 8-án kelteztek, és így az ófelnémet nyelv legrégebbi dokumentuma.
Bár az oklevél túlnyomórészt 8. századi latin nyelven íródott, az ófelnémet helyneveken kívül olyan fogalmakat is tartalmaz, amelyek tájegységekre és azok egymáshoz való viszonyára vonatkoznak, és az ófelnémet ismerete szempontjából fontosak.
A Hammelburgi határvidék leírása része azoknak a dokumentumoknak, amelyek szintén határvidék leírások, vagy elvégzett határjárások jegyzőkönyvei.
Ide tartoznak:
- Az első würzburgi határvidék leírás (Die erste Würzburger Markbeschreibung, 779. október 14.)
- A második würzburgi határvidék leírás (Die zweite Würzburger Markbeschreibung 790 előtt)

A Hammelburgi határvidék leírással és az Első würzburgi határleírással ellentétben a Második würzburgi határvidék leírás érdekes módon teljes egészében ófelnémet nyelven íródott.

## Külső Hivatkozás
Az ófelnémet szöveg a Bibliotheca Augustana honlapján